# 격조식당
《격조식당》은 SBS TV에서 방송되는 텔레비전 프로그램이며 2019년 5월 10일부터 2019년 5월 12일까지 방영된 파일럿 프로그램이다. 간접광고주의 상품인 식재료의 배송과정을 상세히 소개하고, 출연자의 홍보성 발언이 그대로 전파를 탔다는 지적을 사 '경고' 조치를 받았다. 그리고 2부작 파일럿 편성했으나, 이후 정규 편성의 불발되었다.

## 방송 시간
| 방송 채널 | 방송 기간                         | 방송 시간 | 방송 시간               | 비고           |
| SBS TV    |                                   |           |                         |                |
| --------- | --------------------------------- | --------- | ----------------------- | -------------- |
| SBS TV    | 2019년 5월 10일 ~ 2019년 5월 12일 | 1부       | 금요일 밤 11:10 ~ 11:50 | 파일럿 (2부작) |
| SBS TV    | 2019년 5월 10일 ~ 2019년 5월 12일 | 2부       | 금요일 밤 11:50 ~ 12:30 | 파일럿 (2부작) |
| SBS TV    | 2019년 5월 10일 ~ 2019년 5월 12일 | 1부       | 일요일 밤 11:05 ~ 11:45 | 파일럿 (2부작) |
| SBS TV    | 2019년 5월 10일 ~ 2019년 5월 12일 | 2부       | 일요일 밤 11:45 ~ 12:25 | 파일럿 (2부작) |

## 역대 출연자
- 신동엽
- 김준현
- 소유진
- 홍신애